# زبان‌های آرامی نو
زبان‌های آرامی نو یا نئو-آرامی زبان‌گونه‌های نوین زبان آرامی هستند که از دوره قرون وسطی تاکنون مورد استفاده قرار می‌گیرند. این زبان‌ها صورت تکامل‌یافته آرامی میانه که خود حاصل تکامل آرامی باستان است، هستند.
امروزه تعداد سخنوران مسلط آرامی نو به طور قابل توجهی کاهش یافته‌است، و نسل‌های جدید آشوری‌ها عموماً به طور کامل به این زبان مسلط نیستند، به خصوص که بسیاری از آن‌ها به کشورهای دیگری مهاجرت کرده اند. این زبان‌ها عمدتاً به دو شاخه شرقی و غربی تقسیم می‌شوند.
تعداد سخنوران مسلط زبان‌های آرامی نو تقریباً از ۵۷۵٬۰۰۰ تا ۱ میلیون نفر تخمین زده می‌شود. بزرگترین گروه سخنور به این زبان‌ها آشوری‌ها با تقریباً ۵۰۰ هزار گویش‌ور هستند. در میان گویشوران این زبان، افراد یهودی، مسیحی، مسلمان و مندایی دیده می‌شوند که در مناطق دورافتاده زندگی می‌کنند و سنت‌های خود را از طریق چاپ نشریات و امروزه از طریق رسانه‌های الکترونیکی حفظ می‌کنند. درک و فهم زبان‌های آرامی نو از یکدیگر در مقایسه با گذشته به مراتب سخت‌تر و کم رنگ تر شده‌است. دویست سال گذشته برای گویشوران زبان آرامی دوره خوبی نبوده‌است. بی‌ثباتی و تزلزلی که بر خاورمیانه سایه افکند، موجب آوارگی و سرگردانی گویشوران آرامی شده‌است. سال ۱۹۱۵ از اهمیت خاصی برای مسیحیانی که به زبان آرامی تکلم می‌کنند، برخوردار بوده‌است: جریانی موسوم به نسل‌کشی آشوری‌ها (سایفو/سایپا؛ «شمشیر» به زبان سریانی) رخ داد؛ طی آن تمامی گروه‌های مسیحی (آشوری‌ها، ارمنی‌ها و دیگران که در شرق ترکیه زندگی می‌کردند تحت پیگرد و تعقیب قانونی ای قرار گرفتند که پایان و اضمحلال امپراتوری عثمانی را رقم زد. برای یهودیانی که به زبان آرامی تکلم می‌کنند سال ۱۹۵۰ نقطه عطفی محسوب می‌شود: کشور جدیدالتأسیس اسرائیل اغلب یهودیانی را که به زبان آرامی تکلم می‌کردند به آنجا کشاند و این یهودیان به این نقطه مهاجرت کردند. مع‌هذا، نقل مکان به اسرائیل باعث شده‌است عبری نو جای آرامی یهودی نو را در میان فرزندان مهاجران بگیرد. چنین به نظر می‌رسد که بسیاری از گویش‌های یهودی منسوخ خواهند شد و این منسوخ شدن بسیار قریب‌الوقوع است.

## آرامی شرقی نو
آرامی شرقی نو در زبان‌ها و گویش‌های مختلف دیده می‌شود. تفاوت چشگیری بین زبان آرامی مورد استفاده یهودیان، مسیحیان و مسلمانان دیده می‌شود.
زبان‌های مسیحی اغلب سریانی نو (یا نئو-سریانی، به ویژه در هنگام اشاره به ادبیات آنها)، خوانده می‌شوند؛ چرا که حدود بسیار زیادی تحت تأثیر ادبیات و زبان مذهبی سریانی میانه قرار داشتند. با وجود این، ریشه‌های این زبان به گویش‌های آرامی محلی بسیار زیادی که در گذشته شکل نوشتاری نداشته‌اند، نیز مربوط می‌شوند و نمی‌توان گفت که آن‌ها صرفاً اسلاف مستقیم زبان افراییم سریانی بوده‌اند.
سُریانی غربی نو (که در حد وسط نئو-آرامی غربی و نئو-سریانی شرقی قرار گرفته‌است و آرامی نئو مرکزی نیز نامیده می‌شود) معمولاً توسط زبان تورویو که زبان طور عبدین است، ارائه می‌شود. یکی از زبان‌های مربوط به آن به نام زبان ملحسو نیز اخیراً منسوخ شده‌است.
زبان‌های مسیحیان شرقی (سریانی شرقی نو یا نئو-آرامی شرقی) نیز با نام بومی «سورس» یا «سورت» خوانده می‌شوند. در برخی موارد آن‌ها «آشوری» یا «کلدانی» نیز خوانده می‌شوند؛ البته این نام‌ها و اسامی مورد قبول همه گویشوران واقع نشده‌است. همه گویش‌های مختلف این زبان نیز برای گویشوران آن‌ها قابل فهم و درک نمی‌باشد. جوامع سریاک شرقی اغلب یا کلیسای کاتولیک کلدانی یا کلیسای آشوری شرق هستند.
زبانهای یهودی آرامی نو امروزه اغلب در اسرائیل تکلم می‌شوند و بیشترین آن‌ها در آستانه منسوخ شدن قرار گرفته‌اند (گویشوران مسن و قدیمی این زبان را به نسل جدید انتقال نمی‌دهند). گویش‌های یهودی که خاستگاه آن‌ها جوامعی است که روزگاری بین دریاچه ارومیه و موصل می‌زیستند نیز تماماً برای یکدیگر مفهوم و قابل درک نیستند. در برخی از نقاط، از قبیل ارومیه مسیحیان و یهودیان در یک محله واحد گویش‌های مختلفی از آرامی مدرن شرقی را به کار می‌برند که برای یکدیگر قابل فهم و درک نمی‌باشد.
بازمانده‌ای از این زبان به نام لشان ددان در دوران معاصر نیز در شمال غربی ایران صحبت می‌شد که امروزه منقرض شده‌است.
همچنین در نقاطی دیگر؛ از قبیل موصل گویش‌های مورد استفاده در دو جامعه هم-کیش فقط تا حدی شباهت دارند که امکان برقراری مکالمه بین گویشوران آن‌ها وجود دارد.
تعداد کمی از منداییان که در استان خوزستان ایران زندگی می‌کنند، به مندایی مدرن تکلم می‌کنند که با سایر گویش‌های آرامی کاملاً متفاوت و متمایز است.

## آرامی غربی نو
با اندکی تسامح می‌توان گفت از آرامی غربی اثری به جای نمانده‌است. این زبان در روستای مسیحی‌نشین معلولا در سوریه و روستاهای مسلمان‌نشین بخا جب الدین سوریه به سمت آنتی لبنان و نیز توسط برخی افراد که از این مناطق به سوریه و دیگر شهرهای بزرگ سوریه کوچ کرده‌اند، تکلم می‌شود. تمام این گویشوران آرامی غربی نو، زبان عربی را که دیگر زبان اول این مناطق شده‌است، سلیس و روان صحبت می‌کنند.